# Păgida, Alba

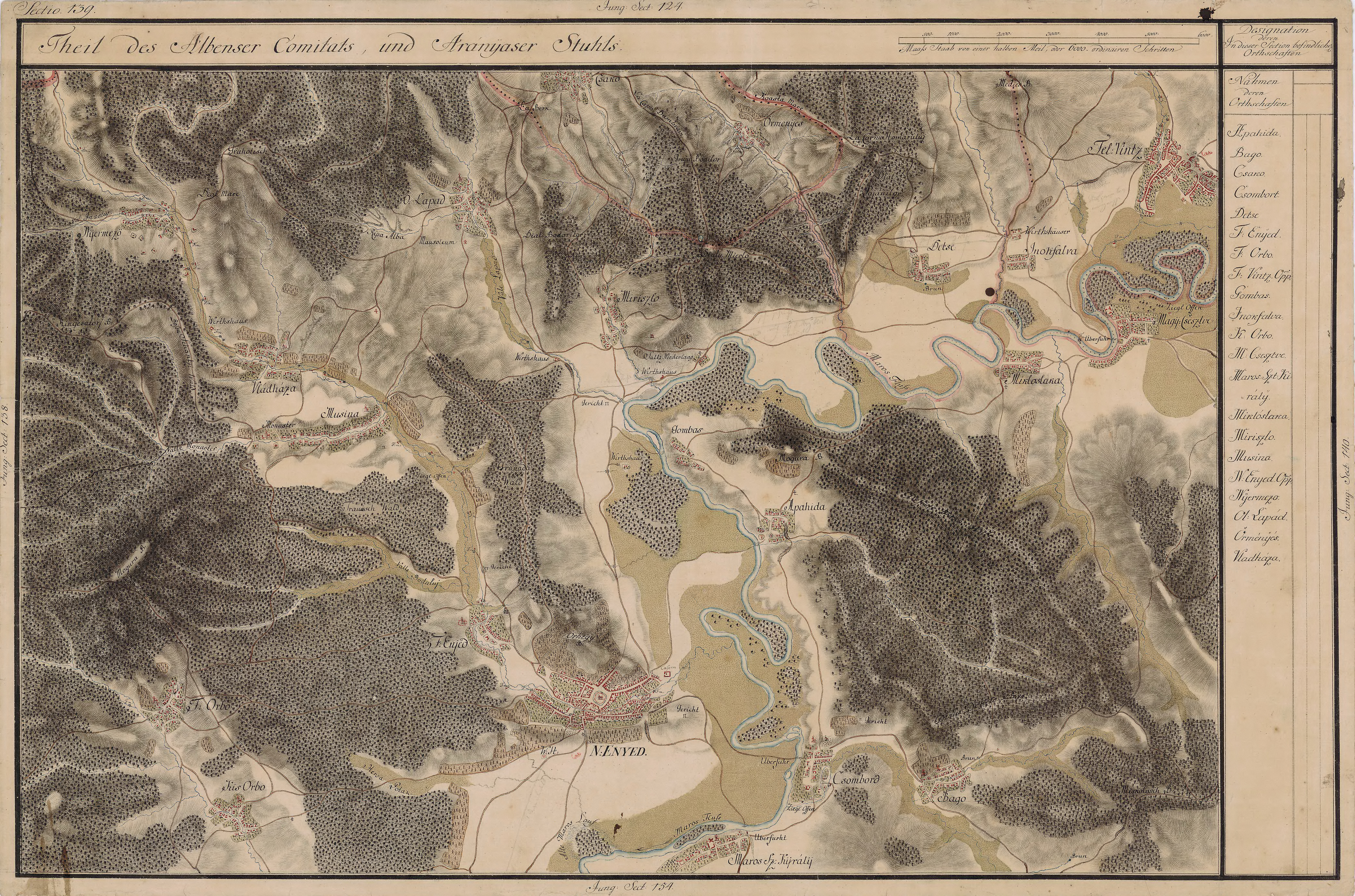
Păgida (Apahida) pe Harta Iosefină a Transilvaniei,
1769-1773 (sectio 139)

Păgida este o localitate componentă a municipiului Aiud din județul Alba, Transilvania, România.

## Istoric
În trecut denumită Apahida - vezi Harta Iosefină a Transilvaniei din 1769-1773 (Sectio 139).